# Lerum
Lerum – miejscowość w Szwecji. Siedziba władz administracyjnych gminy Lerum w regionie Västra Götaland.
Miejscowość leży nad rzeką Säveån ok. 20 km od Göteborga. Gospodarczo rozwinęła się w latach rewolucji przemysłowej. Obecnie tworzy jedno z przedmieść Göteborga.
W miejscowości jest stacja kolejowa Lerum.

## Przypisy

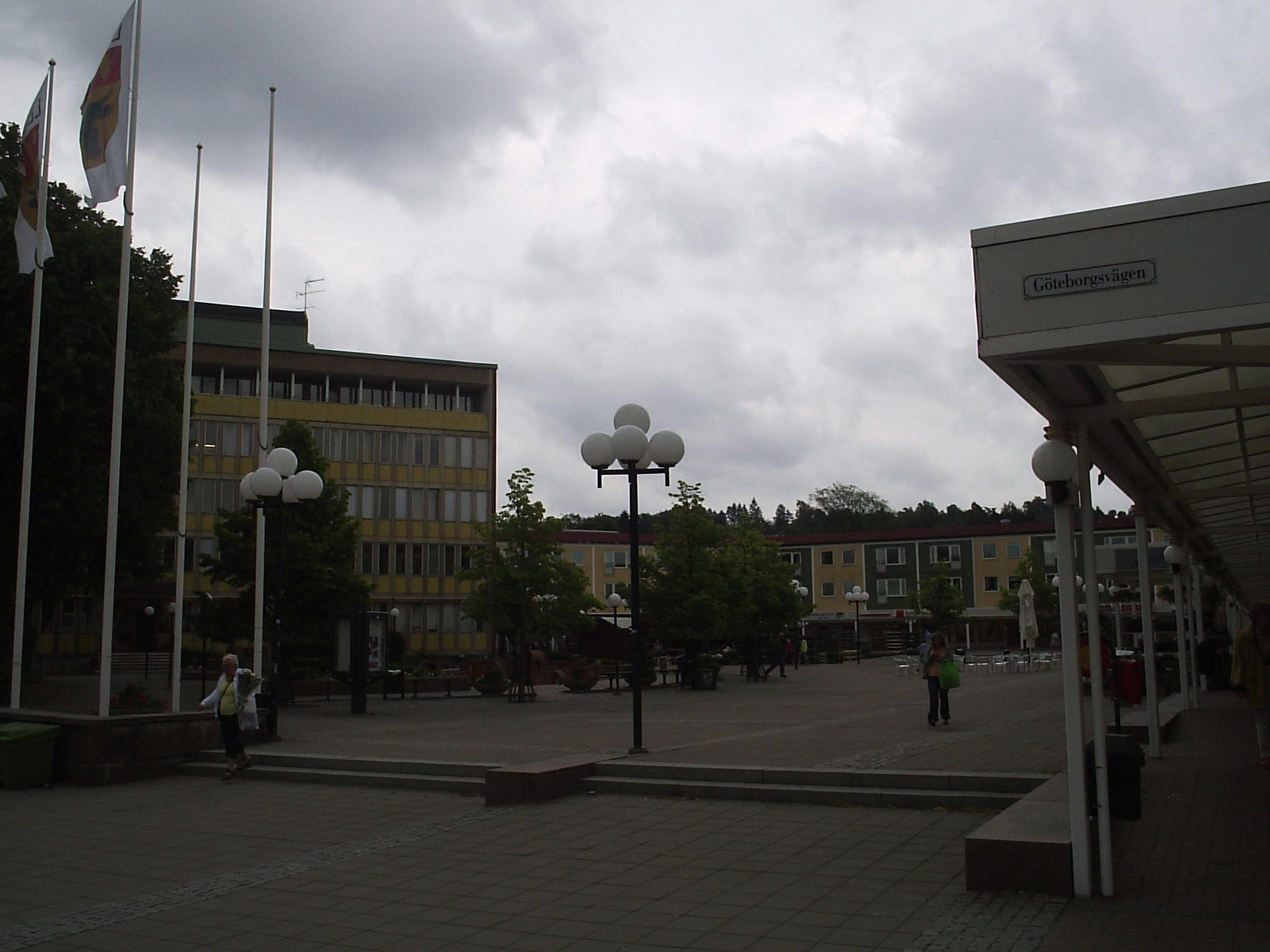
Lerum, Bagges torg